# Cartoon Network HD+
Cartoon Network HD+ (CN HD+) es un canal de televisión por cable y satélite indio que transmite principalmente series animadas. Es operado por Warner Bros. Discovery bajo su división internacional. Se lanzó el 15 de abril de 2018 como la contraparte de alta definición de Cartoon Network India.
El canal sólo estaba disponible en la India, pero finalmente se lanzó en operadores populares de los países vecinos.

## Historia
WarnerMedia India anunció el lanzamiento del canal de televisión de alta definición de Cartoon Network, que se llamaría Cartoon Network HD+. Antes de su lanzamiento el 15 de abril de 2018, el canal SD transmitió anuncios promocionando el canal HD. Se estaba transmitiendo una promoción llamada «¡Fuerte y claro!», que sirvió como lema del canal hasta que finalmente fue descontinuado después de dos meses.
El 17 de abril de 2018, además de inglés, se agregaron pistas de audio tamil y telugu a Cartoon Network HD+. Los programas que se transmiten anteriormente por el canal SD de Cartoon Network, como We Bare Bears, The Powerpuff Girls, etc., también se transmiten en hindi, tamil y telugu.
En 2021, junto con el canal SD, Cartoon Network HD+ emitió ocasionalmente varios especiales de Ben 10, como Ben 10 Versus the Universe: The Movie.
El 30 de marzo de 2022, tanto el canal SD como el HD comenzaron a utilizar la marca y los gráficos «Redraw Your World».